# Sheila Watt-Cloutier
Sheila Watt-Cloutier (Kuujjuaq, Nunavik, 2 de dezembro de 1953) é uma ativista indígena, da etnia Inuíte, canadense. Ela é uma liderança e representante política dos povos Inuíte em níveis regional, nacional e internacional. Foi Presidente Internacional do Conselho Circumpolar Inuíte e consultora em diversas organizações não-governamentais do Canadá. Watt-Cloutier trabalhou em defesa do direito dos povos indígenas do Ártico, principalmente, na relação entre seus direitos e as mudanças climáticas. Recebeu inúmeros prêmios e homenagens por seu ativismo, dos quais pode-se destacar a Ordem do Canadá no ano de 2006 e o Prêmio Right Livelihood em 2015. Foi uma das candidatas ao Prêmio Nobel da Paz de 2007. É Doutora Honoris Causa em mais de 15 Universidades da América do Norte.
Além de ativista, Sheila Watt-Cloutier é escritora sobre temáticas indígenas. Seu livro The Right to Be Cold (O direito de sentir frio, em inglês), sobre os efeitos da mudança climática nas comunidades indígenas do Ártico, foi publicado em 2015. É mãe e avó e, atualmente, habita sua cidade natal no Canadá.

## Juventude
Sheila Watt-Cloutier nasceu em Kuujjuaq, Nunavik, ao norte de Quebec, Canadá. Sua mãe era conhecida na região como uma habilidosa curandeira e intérprete da língua nativa inuktitut. Seu pai era um oficial da Real Polícia Montada do Canadá. Durante os primeiros dez anos de sua vida, Sheila foi criada nas tradições indígenas, viajando pelo território em um trenó puxado por cães. Estudou em escolas na Nova Escócia e em Churchill, na província canadense de Manitoba. 

## Trajetória
Em meados da década de 1970, Sheila Watt-Cloutier trabalhou para um hospital como tradutora inuktitut. De 1991 a 1995, trabalhou como conselheira no processo de revisão do sistema educacional do norte de Quebec. Este trabalho a levou a redigir um livro sobre o sistema educacional indígena de Nunavik, intitulado Silaturnimut - The Pathway to Wisdom (Silaturnimut - O Caminho para a Sabedoria, em inglês) publicado em 1992. Contribuiu com o vídeo conscientização juvenil Capturing Spirit: The Inuíte Journey (Capturando o espírito, uma jornada inuíte, em inglês).

Sheila Watt-Cloutier é representante política de longa data dos povos Inuíte. De 1995 a 1998, foi secretária corporativa da Makivik Corporation, uma organização Inuíte de reivindicação de terras no Canadá. Em 1995, foi eleita Presidente do Conselho Circumpolar Inuíte (Inuíte Circumpolar Council - ICC), uma organização de povos indígenas do Ártico.  Tal Conselho representa internacionalmente os interesses dos povos Inuíte na Rússia, Alasca, Canadá e Groenlândia. Nesta posição, ela atuou como porta-voz indígena na negociação da Convenção de Estocolmo, que proíbiu a fabricação e o uso de poluentes orgânicos persistentes, como o bifenil policlorado ou composto químico DDT. Essas substâncias poluem a cadeia alimentar do Ártico e se acumulam nos corpos dos povos indígenas, que se alimentam da fauna e flora local.
Se continuarmos a permitir o degelo do Ártico, perderemos mais do que o planeta que nutriu a todos nós por toda a história humana. Perderemos a sabedoria necessária para que consigamos sustentá-lo. Sheila Watt-Cloutier
Em 2002, foi eleita Presidente Internacional do referido Conselho, cargo que ocuparia até 2006.  Seu trabalho enfatizou a face humana dos impactos das mudanças climáticas globais no Ártico. Em 7 de dezembro de 2005, com base nas conclusões da Avaliação de Impacto Climático no Ártico, Sheila foi responsável pela primeira ação legal internacional do mundo sobre a mudança climática: uma petição, assinada por 62 caçadores e anciãos inuítes do Canadá e do Alasca, entrega à Comissão Interamericana de Direitos Humanos, alegando que as emissões não verificadas de gases de efeito estufa dos Estados Unidos violaram os direitos humanos culturais e ambientais dos inuítes garantidos pela Declaração Americana de 1948 dos Direitos e Deveres do Homem. Embora a Comissão tenha decidido não acatar a petição, convidou Watt-Cloutier para testemunhar junto a sua equipe jurídica internacional (incluindo advogados da Earthjustice e do Centro de Direito Internacional Ambiental), em sua primeira audiência sobre a mudança climática e direitos humanos, ocorrida em 1° de março de 2007.

## Premios
Sheila Watt-Cloutier recebeu inúmeros prêmios por conta de seu ativismo em prol dos direitos humanos e em defesa do meio ambiente:
- 2002: em nome do Conselho Circumpolar Inuíte, rececebeu o Prêmio Ambiental Global da Associação Mundial de Organizações Não-Governamentais (o Global Environment Award )[10]

- 2004: Prêmio Indspire, prêmio dos povos indígenas do Canadá.
- 2005: Prêmio Sofia (Oslo, Noruega)[8]; Prêmio Campeão da Terra do Programa das Nações Unidas para o Meio Ambiente (Nairobi, Quênia) e o Governor General's Northern Medal (Ottawa, Ontário, Canadá)[11]
- 2006: Prêmio Internacional de Liderança Ambiental na 10ª edição do Prêmio da Cruz Verde Internacional (Los Angeles, EUA)[12]; Citation of Lifetime Achievement (Prêmio Ambiental Canadense) [13] [14]; Prêmio Internacional do Meio Ambiente, Gala de 2006 (Canadá)[15]; Order of Greenland da Assembleia Geral da Conferência Circumpolar Inuit e Ordem do Canadá.[16]
- 2007: Prêmio ao Desenvolvimento Humano da ONU[17]; Acredita-se que foi nomeada ao Prêmio Nobel da Paz de 2007[18] [2], apesar da existência de notícias sobre, de acordo com os estatutos da Fundação Nobel, as nomeações não são publicadas;[19] Prêmio Rachel Carson (Noruega)[20]; Prêmio Mahbub ul Haq (EUA)[21]
- 2008: Heroes of the Environment, da revista Time na categoria "Líderes e visionários"[22]
- 2010: Nation Builder of the Decade: Environment, do jornal The Globe and Mail.[23]
- 2015: The Right Livelihood Award [24] "por seu trabalho ao longo da vida para proteger os inuítes do Ártico e defender seu direito de manter seus meios de subsistência e cultura, gravemente ameaçados pela mudança climática." [7]

## DoutoraHonoris Causa
- Honorária em Direito:
  - Universidade de Ottawa[25]
  - Universidade de Windsor [26]
  - Royal Roads University[27]
  - Wilfrid Laurier University[28]
  - McMaster University[29]
  - Instituto Nacional de Pesquisas Científicas do Quebec[30]
  - University of Western Ontario[31]
  - University of Alberta[32]
  - Queen's University[33]
  - University of Victoria
  - University of Northern British Columbia
  - Thompson Rivers University
  - Mount Allison University
  - York University

- Honorária em Letras:
  - University of Guelph[34]
  - Bowdoin College (EUA)[35]

## Publicações

### Em jornais e revistas
- "Don’t Abandon the Arctic to Climate Change." The Globe and Mail 24 de maio de 2006: A19.
- "ICC responds to last week’s editorial." Nunatsiaq News, 9 de junho de 2006: Opinion.
- "Nunavut must think big, not small, on polar bears." Nunatsiaq News 19 January 2007: Opinion.[36]
- "The Strength to Go Forward." CBC: This I Believe, 23 de Maio de 2007.[37]
- "Canada's Way." The Ottawa Citizen 29 de agosto de 2007.[38]
- "Ozone treaty offers insurance against climate change." The Globe and Mail, 6 de setembro de 2007: A19.[39]
- "It's Time to Listen to the Inuit on Climate Change". Center for International Governance, 19 de novembro de 2018.[40]

### Artigos
- "Wake-up call" Biodiversity 3.3 (2002): 39-40.[41]

### Livros
- "The Inuit Journey Towards a POPs-Free World" Northern Lights Against POPs: Combating Toxic Threats in the Arctic. Ed. David Leonard Downie and Terry Fenge. Montreal: McGill-Queen's University Press, 2003. pp. 256–267. (capítulo em livro)

- The Right to Be Cold: One Woman's Story of Protecting Her Culture, the Arctic and the Whole Planet (O direito de sentir frio: a história de uma mulher protegendo sua cultura, o Ártico e o todo o planeta, em português), 2015.